# Колберн (Індіана)
Колберн (англ. Colburn) — переписна місцевість (CDP) в США, в окрузі Тіппікану штату Індіана. Населення — 164 особи (2020).

## Географія
Колберн розташований за координатами 40°31′8″ пн. ш. 86°42′44″ зх. д. / 40.51889° пн. ш. 86.71222° зх. д. (40.518828, -86.712282).  За даними Бюро перепису населення США в 2010 році переписна місцевість мала площу 0,25 км², уся площа — суходіл.

## Демографія
Згідно з переписом 2010 року, у переписній місцевості мешкали 193 особи в 66 домогосподарствах у складі 55 родин. Густота населення становила 779 осіб/км².  Було 73 помешкання (295/км²).
Расовий склад населення:
| - 97,9 % — білих - 0,5 % — корінних американців - 0,5 % — чорних або афроамериканців |

До двох чи більше рас належало 1,0 %. Частка іспаномовних становила 0,0 % від усіх жителів.
За віковим діапазоном населення розподілялося таким чином: 30,1 % — особи молодші 18 років, 56,4 % — особи у віці 18—64 років, 13,5 % — особи у віці 65 років та старші. Медіана віку мешканця становила 31,8 року. На 100 осіб жіночої статі у переписній місцевості припадало 107,5 чоловіків;  на 100 жінок у віці від 18 років та старших — 101,5 чоловіків також старших 18 років.
Цивільне працевлаштоване населення становило 252 особи. Основні галузі зайнятості: публічна адміністрація — 41,7 %, будівництво — 17,9 %, виробництво — 16,7 %.